# Споменик природе Тридесет церових стабала у селу Берково
Споменик природе „Тридесет церових стабала у селу Берково“, насељеном месту на територији општине Клина, на Косову и Метохији, представља споменик природе од 1985. године.
Заштићена стабла цера су примерци врсте који служе за научно истраживање. Тридесет церових стабала налазе се на месту званом „Брег“ - православно гробље у селу Берково.

## Решење - акт о оснивању
Решење о стављању под заштиту тридесет церових стабала у селу Берково број 01-352-4 - СО Клина. Службени лист САПК бр. 17/85